# Ykkönen 2017
Die Ykkönen 2017 war die 24. Spielzeit der zweithöchsten finnischen Fußballliga unter diesem Namen und die insgesamt 80. Spielzeit seit der offiziellen Einführung einer solchen im Jahr 1936. Sie begann am 29. April und endete am 21. Oktober 2017.

## Modus
Die zehn Mannschaften spielten jeweils drei Mal gegeneinander. Der Meister stieg direkt in die Veikkausliiga 2018 auf, der Zweitplatzierte konnte über die Relegation aufsteigen. Die letzten beiden Vereine stiegen in die Kakkonen ab.

## Teilnehmer und ihre Spielstätten
| Verein               | Stadt       | Stadion                  | Kapazität |
| -------------------- | ----------- | ------------------------ | --------- |
| Turku PS             | Turku       | Paavo-Nurmi-Stadion      | 13.000    |
| AC Oulu              | Oulu        | Raatin Stadion           | 06.996    |
| Oulun Palloseura     | Oulu        | Raatin Stadion           | 06.996    |
| FC Honka Espoo       | Espoo       | Tapiolan urheilupuisto   | 06.000    |
| FF Jaro              | Jakobstad   | Jakobstads centralplan   | 05.000    |
| Haka Valkeakoski     | Valkeakoski | Tehtaan kenttä           | 03.516    |
| Ekenäs IF            | Raseborg    | Ekenäs centrumplan       | 02.500    |
| Kokkolan Palloveikot | Kokkola     | Kokkolan Keskuskenttä    | 02.000    |
| IF Gnistan           | Helsinki    | Mustapekka Areena        | 01.100    |
| Grankulla IFK        | Kauniainen  | Kauniaisten Keskuskenttä | 0700      |

## Abschlusstabelle
| Pl.             | Verein               | Sp. | S  | U  | N  | Tore    | Diff. | Punkte |
| --------------- | -------------------- | --- | -- | -- | -- | ------- | ----- | ------ |
| 1.              | Turku PS (R)         | 27  | 17 | 7  | 3  | 049:140 | +35   | 58     |
| 2.              | FC Honka Espoo (N)   | 27  | 16 | 7  | 4  | 064:240 | +40   | 55     |
| 3.              | Kokkolan Palloveikot | 27  | 12 | 9  | 6  | 042:260 | +16   | 45     |
| 4.              | AC Oulu              | 27  | 12 | 6  | 9  | 040:400 | ±0    | 42     |
| 5.              | FF Jaro              | 27  | 9  | 8  | 10 | 036:360 | ±0    | 35     |
| 6.              | Haka Valkeakoski     | 27  | 8  | 11 | 8  | 035:420 | −7    | 35     |
| 7.              | Ekenäs IF            | 27  | 8  | 6  | 13 | 033:430 | −10   | 30     |
| 8.              | Oulun Palloseura (N) | 27  | 7  | 5  | 15 | 035:600 | −25   | 26     |
| 9.              | Grankulla IFK        | 27  | 5  | 7  | 15 | 028:590 | −31   | 22     |
| 10.             | IF Gnistan (N)       | 27  | 4  | 8  | 15 | 035:640 | −29   | 20     |
| Stand: Endstand |                      |     |    |    |    |         |       |        |

Platzierungskriterien: 1. Punkte – 2. Tordifferenz – 3. geschossene Tore

| Zum Saisonende 2017: |                                                                              |
|                      |                                                                              |
|                      | Aufsteiger in die Veikkausliiga 2018                                         |
|                      | Teilnahme an der Relegation zum Aufstieg                                     |
|                      | Absteiger in die Kakkonen                                                    |
|                      |                                                                              |
| Zum Saisonende 2016: |                                                                              |
| (R)                  | Verlierer der Relegationsspiele: Turku PS                                    |
| (N)                  | Neuaufsteiger aus der Kakkonen: FC Honka Espoo, Oulun Palloseura, IF Gnistan |

### Relegation
Aufstieg
|                | Gesamt    |                 | Hinspiel | Rückspiel |
| -------------- | --------- | --------------- | -------- | --------- |
| FC Honka Espoo | (a)1:1(a) | Helsingfors IFK | 0:0      | 1:1       |

Honka stieg aufgrund der Auswärtstorregel in die Veikkausliiga auf.

## Torschützenliste
| Pl. | Name                   | Team             | Tore |
| --- | ---------------------- | ---------------- | ---- |
| 01. | Felix de Bona          | Ekenäs IF        | 14   |
| 01. | Kalle Multanen         | Haka Valkeakoski | 14   |
| 03. | Christian Eissele      | FF Jaro          | 11   |
| 04. | Joni Korhonen          | FC Honka Espoo   | 10   |
| 04. | Seth Paintsil          | FF Jaro          | 10   |
| 06. | Alberto Alvarado Morín | AC Oulu          | 09   |
| 06. | Masar Ömer             | FC Honka Espoo   | 09   |